# Juan Carlos Herrero Duo
Juan Carlos Herrero Duo (Gernika, 10 agosto 1961) è un allenatore di calcio ed ex calciatore spagnolo, di ruolo difensore.

## Carriera

### Club

#### Giocatore
Nativo di Gernika, nei Paesi Baschi, giocò con la squadra della sua città nella Tercera División spagnola dal 1980 al 1986, anno in cui si trasferì al Sestao, in Segunda División, dove fu allenato da Javier Iruretagoyena. Dopo due stagioni seguì Irureta al Logroñés in Primera División. Herrero Duo diventò un titolare del club biancorosso, militandovi per sette stagioni consecutive, sempre in massima serie. Il 4 settembre 1994, contro il Betis Siviglia, raggiunse le 200 presenze nella Liga spagnola.

#### Allenatore
Dopo il ritiro, avvenuto nel 1995, si dedicò alla carriera da allenatore, a livello giovanile e dilettantistico, con un'esperienza a livello professionistico sulla panchina del Logroñés tra il 2005 e il 2007.